# 渥美郵便局
渥美郵便局（あつみゆうびんきょく）は愛知県田原市古田町にある郵便局。民営化前の分類では集配普通郵便局であった。

## 概要
住所：〒441-3699 愛知県田原市古田町宮ノ前19-1
民営化直前の集配業務再編において、多くの集配普通郵便局は統括センターとなったが、当局は配達センターとされたため、民営化後も郵便事業株式会社の支店は併設されず、集配センターが併設された。

## 沿革
- 1874年（明治7年）7月10日 - 畠村（はたけむら）郵便取扱所として開設[1]。
- 1875年（明治8年）1月1日 - 畠村郵便局（五等）となる。
- 1881年（明治14年）9月16日 - 為替・貯金取扱を開始。
- 1890年（明治23年）4月1日 - 畠郵便局に改称。
- 1900年（明治33年）10月21日 - 畠郵便電信局となる。
- 1903年（明治36年）3月16日 - 福江郵便電信局に改称。
- 1903年（明治36年）4月1日 - 通信官署官制の施行に伴い福江郵便局となる。
- 1955年（昭和30年）8月16日 - 渥美郵便局に改称[2]。
- 1956年（昭和31年）2月1日 - 中山郵便局[注 1]から電報配達事務の取扱を移管。
- 1956年（昭和31年）10月1日 - 泉郵便局および伊良湖岬郵便局から集配業務を移管。
- 1963年（昭和38年）1月21日 - 特定郵便局から普通郵便局に局種別改定。
- 1967年（昭和42年）10月28日 - 電話交換および和文電報配達業務を、渥美電報電話局に移管。
- 2000年（平成12年）8月14日 - 外国通貨の両替および旅行小切手の売買に関する業務取扱を開始。
- 2007年（平成19年）10月1日 - 民営化に伴い、併設された郵便事業豊橋南支店渥美集配センターに一部業務を移管。
- 2012年（平成24年）10月1日 - 日本郵便株式会社の発足に伴い、郵便事業豊橋南支店渥美集配センターを渥美郵便局に統合。

## 取扱内容
- 郵便、印紙、ゆうパック、内容証明
- 貯金、為替、振替、振込、国際送金、国債、投資信託
- 生命保険、バイク自賠責保険、自動車保険
- ゆうちょ銀行ATM
- 「441-36xx」区域（田原市（旧渥美郡渥美町域））の集配業務

## 周辺
- 田原市役所渥美支所
- 愛知県立福江高等学校
- 福江港
- 国道259号

## アクセス
- 豊鉄バス伊良湖本線「古田坂上」バス停下車
- 駐車場あり：6台